# My SMT
《My SMT》（韓語：마이 에스엠 텔레비전，全名為《My SM Television》），為韓國SM娛樂自2016年9月19日起製作，而由Naver VOD播出的網路綜藝節目，首檔SM家族藝人專屬直播互動綜藝節目，主要內容以採訪一至數位SM娛樂旗下的藝人、並與該藝人進行綜藝活動，同時也與粉絲互動為主。

## 常规班底
主持人
- 利特
- 道英（第1集-第4集）
- Johnny（SM ROOKIES）（第5集-第10集）

Who's the Best?环节
- SM ROOKIES（藝洋、高恩、Hina、寧寧）

## 各集來賓
| 日期           | 集數 | 來賓                                                 |
| -------------- | ---- | ---------------------------------------------------- |
| 2016年9月19日  | 1    | Irene（Red Velvet）、Wendy（Red Velvet）             |
| 2016年9月26日  | 2    | 泰民（SHINee）、珉豪（SHINee）                       |
| 2016年10月17日 | 3    | Henry（Super Junior-M）、Sunny（少女時代）           |
| 2016年10月24日 | 4    | NCT Dream（Mark、仁俊、Jeno 楷燦、渽民、辰樂、志晟） |
| 2016年10月31日 | 5    | 圭贤（Super Junior）                                 |
| 2016年11月7日  | 6    | 安七炫                                               |
| 2016年11月14日 | 7    | CHEN（EXO）、 Xiumin（EXO）                          |
| 2016年11月21日 | 8    | 張玉安                                               |
| 2016年12月4日  | 9    | 潤娥（少女時代）                                     |
| 2016年12月11日 | 10   | 孝淵（少女時代）                                     |